# プログレスM-23M
プログレスM-23M (ロシア語: Прогресс М-23М)はロシア連邦宇宙局が2014年に国際宇宙ステーション(ISS)の補給のために打ち上げたプログレス補給船。NASAやJAXAではプログレス55や55Pとも呼ぶ。ISSへは6時間ランデブー方式で打ち上げられた。プログレス-M改良型(11F615A60)としては23機目であり、シリアル番号は427だった。

## 運用
プログレスM-23Mはカザフスタンのバイコヌール宇宙基地から2014年4月9日15時26分(GMT)に打ち上げられた。
打ち上げから6時間後の2014年4月9日の21時14分にISSに到着しピアースにドッキングした。
その後3ヶ月間以上ドッキングを続け、2014年7月21日にISSからドッキングを解除した。その後レーダープログレス実験のために飛行を続け、7月31日に軌道を離脱して大気圏に再突入し、処分された。

## 搭載貨物
プログレスM-23Mは2383kgの貨物を搭載していた。

## 註
1. 1 2  McDowell, Jonathan. “Launch Log”. Jonathan's Space Page. 2014年4月10日閲覧。
2. ↑  Chris Bergin (2014年4月9日). “Progress M-23M docks with ISS following fast track launch”.   NASASpaceflight.com. 2015年10月25日閲覧。
3. ↑  Stephen Clark (2014年4月9日). “Russian Progress cargo craft docks at space station”.   Spaceflight Now. 2015年10月25日閲覧。
4. ↑  “Progress M-23M”.   Roscosmos (2014年4月10日). 2015年10月25日閲覧。